# Мале Піщанське озеро
Мале́ Пі́щанське — озеро карстового походження у Шацькому районі Волинської області України. Розташоване на північ від села Піща.
Улоговина округлої форми. Довжина озера 0,65 км, пересічна ширина 0,59 км, площа 0,17 км², максимальна глибина — 4 м. Береги низькі, піщані, поросли кугою озерною. Живиться атмосферними і підземними водами. Дно піщане, у центральній частині замулене; на мілководді озеро заболочується. Серед водяної рослинності — пухирник малий, осока. Водяться лящ, окунь, щука та інші. На берегах — місця гніздування лебедів та розведення водоплавних птахів.
Протокою сполучається з Великим Піщанським озером, разом з яким входить до складу гідрологічного заказника «Піщанський».